# Prison de Lüshun
La prison de Lüshun est une ancienne prison située dans le Liaoning en Chine, plus précisément dans la ville de Lüshunkou, aussi connue sous le nom de Port-Arthur. De 1905 à 1945, alors que cette ville était administrée par le Japon, l'administration coloniale l'a développée systématiquement pour en faire un camp de travail et de concentration.

## Histoire

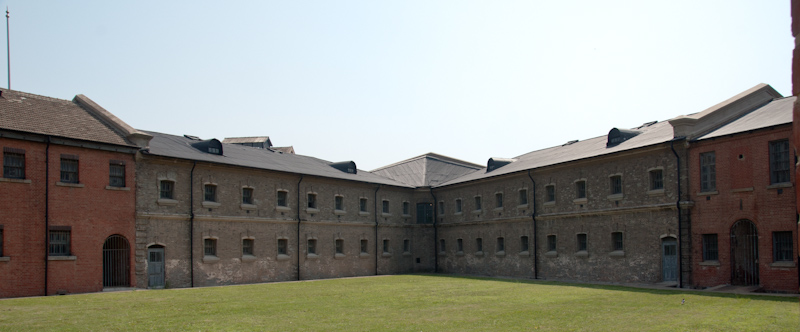
Place d'appel et bâtiments d'habitation

La prison de Lüshun a été fondée en 1902 par la Russie peu après qu'elle a eu obtenu le contrôle de la ville de Port-Arthur par le traité de Lüda.  Celle-ci passe sous contrôle japonais dès 1905 à la suite de la guerre russo-japonaise et l'administration japonaise en fait l'un des plus grands camps de concentration du nord-est de la Chine. Les derniers prisonniers ont été libérés par l'armée rouge le 27 aout 1945 après la capitulation du Japon à la fin de la Seconde Guerre mondiale.
Elle a été rénovée en 1971 et ouverte au public. Elle est classée en tant que monument historique depuis 1988.

## Bâtiments

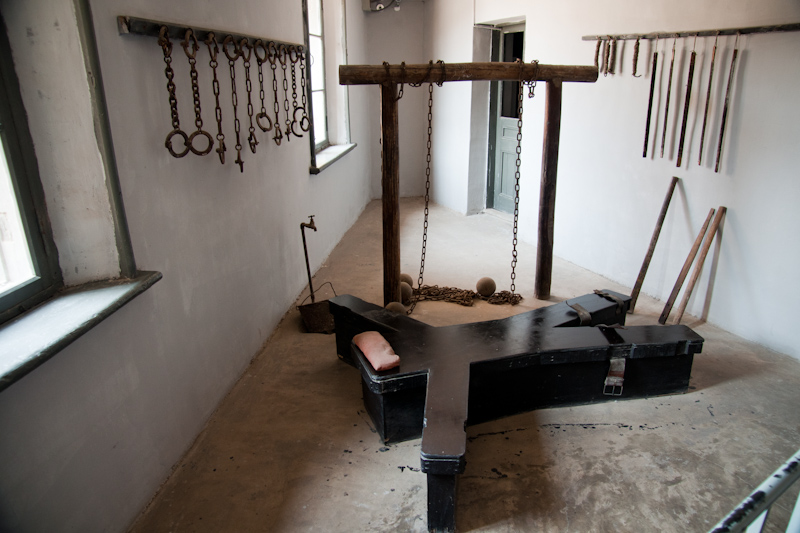
Salle de torture

La prison s'étendait sur une surface de 26 000 m² et était entourée d'un mur long de 725 mètres et haut de 4 à 5 mètres. Elle comprenait 253 cellules de 10 prisonniers, 18 cellules pour les malades et 4 cachots. Le complexe incluait aussi un local de fouille utilisé pour chaque prisonnier matin et soir, une salle d'interrogatoire, une salle de torture et 15 ateliers pour la production de matériel militaire. Les prisonniers devaient travailler 10 heures par jour. Ils étaient aussi employés à l'extérieur de la prison dans une briqueterie et pour des travaux agricoles et forestiers. 
Les exécutions avaient lieu initialement au milieu de la prison. À partir de 1934, par peur d'une rébellion, elles se déroulent dans le coin nord-est de la prison. Plus de 700 personnes ont été exécutées entre 1942 et 1945. 

## Traitement des prisonniers
Un système hiérarchique basé sur la dénonciation y a été instauré pour briser la personnalité des prisonniers. Ceux qui coopéraient recevaient une promotion et avaient droit à des privilèges.
Les moyens utilisés étaient l'utilisation de vêtements de différentes couleurs (bleus ou rouges) pour différencier les prisonniers suivant leur comportement de coopération, l'utilisation de numéros à la place de leur nom, et un système de rationnement à sept niveaux pour les repas. La plus petite d'entre elles ne faisait que 50 grammes.

## Prisonniers célèbres
- An Jung-geun (1879-1910), un résistant coréen exécuté pour avoir assassiné le premier gouverneur japonais de la Corée.
- Shin Chae-ho (1880-1936), auteur du Manifeste révolutionnaire coréen. Condamné en 1928 à 10 ans de prison, il meurt en 1936.
- Wei Changkui (1906-1938), emprisonné de 1927 à 1933, il devient ensuite directeur de la section politique de la 9e division des forces armées antijaponaises unies.
- Ji Shouxian (1910-1942), chef d'une organisation terroriste antijaponaise. Emprisonné en 1940 à Shanghai, il est transféré à Lüshun en 1942 et tué la même année.
- Deng Hegao (1902-1979), un fonctionnaire du parti communiste de Chine emprisonné de 1927 à 1934.